# Thereva cingulata
Thereva cingulata är en tvåvingeart som beskrevs av Krober 1912. Thereva cingulata ingår i släktet Thereva och familjen stilettflugor.
Artens utbredningsområde är Colorado. Inga underarter finns listade i Catalogue of Life.